# إنفوجرامز
شركة إنفوجرامز الترفيهية (بالإنجليزية: Infogrames Entertainment SA)‏ أو (بالإنجليزية: IESA)‏ هي شركة فرنسية عالمية قابضة مقرها يقع في مدينة ليون متخصصة في نشر وتطوير وتوزيع ألعاب الفيديو ومنصات الألعاب. تأسست في عام 1983 في فرنسا.
- شركة إنفوجرامز هي الشركة المالكة لشركة آتاري.

## تاريخ الشركة
- اسم الشركة مستوحى من مفردتين من اللغة الفرنسية، (informatique) و(programme) وهما تقنية المعلومات والبرمجيات.
- أول شعار للشركة كان عبارة عن رسم لحيوان المدرع. واختير لقدرة هذا الحيوان على تحمل مختلف الظروف البيئية.[6]
- الشعار الحالي للشركة أيضا مستوحى من الشعار القديم.
- شركتي إنفوجرامز انراكتيف (بالإنجليزية: nfogrames Interactive)‏ وإنفوجرامز (بالإنجليزية:  Infogrames In)‏ هي فروع من الشركة الأم إنفوجرامز الترفيهية (IESA) حيث تم تغير أسماء هذه الشركات فيما بعد.
- في عام 1996 قامت الشركة بشراء شركة (بالإنجليزية:  Ocean Software)‏.
- في عام 1998 قامت الشركة بشراء شركة (بالإنجليزية: OziSoft)‏ وتم تغير الاسم إلى (Infogrames Australia).
- في عام 1999 قامت الشركة بشراء شركة (بالإنجليزية:  Gremlin Interactive)‏.
- في عام 2003 قامت الشركة بشراء شركة (بالإنجليزية: Accolade)‏.
- في عام 2001 قامت الشركة بإعادة تشغيل شركة آتاري.
- في عام 2002 قامت الشركة بشراء أكثر من 80% من شركة (بالإنجليزية: Eden Games)‏.
- في عام 2003 قامت الشركة بشراء شركة (بالإنجليزية: GT Interactive Software Corporation)‏.

## الصعوبات المالية
تعرضت إنفوجرامز لعدة خسائر في الفترة ما بين 2002-2007 منها.
- بيع حقوق عدة ألعاب لشركات أخرى مثل: Timeshift وStuntman.
- في العام 2007 قامت الشركة بتسريح 20% من العاملين في شركة آتاري.[7]

## وصلات خارجية
- إنفوجرامز
- آتاري على موقع موبي غيمس